# Luigi Rizzo

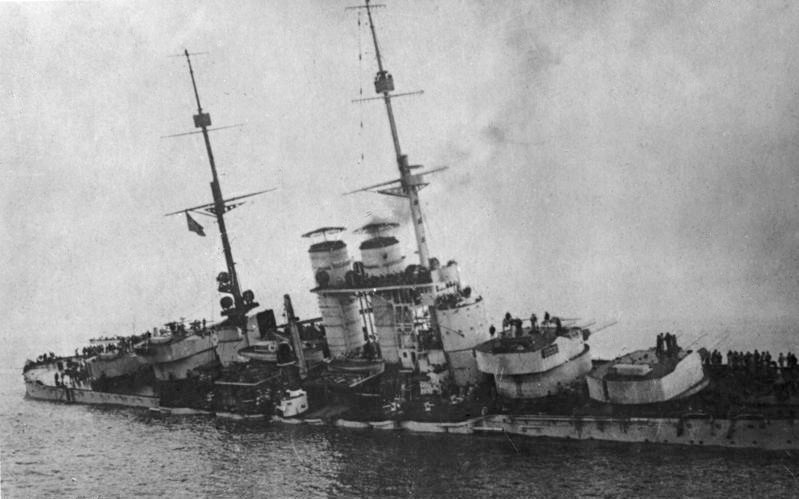
Szent István während des Untergangs

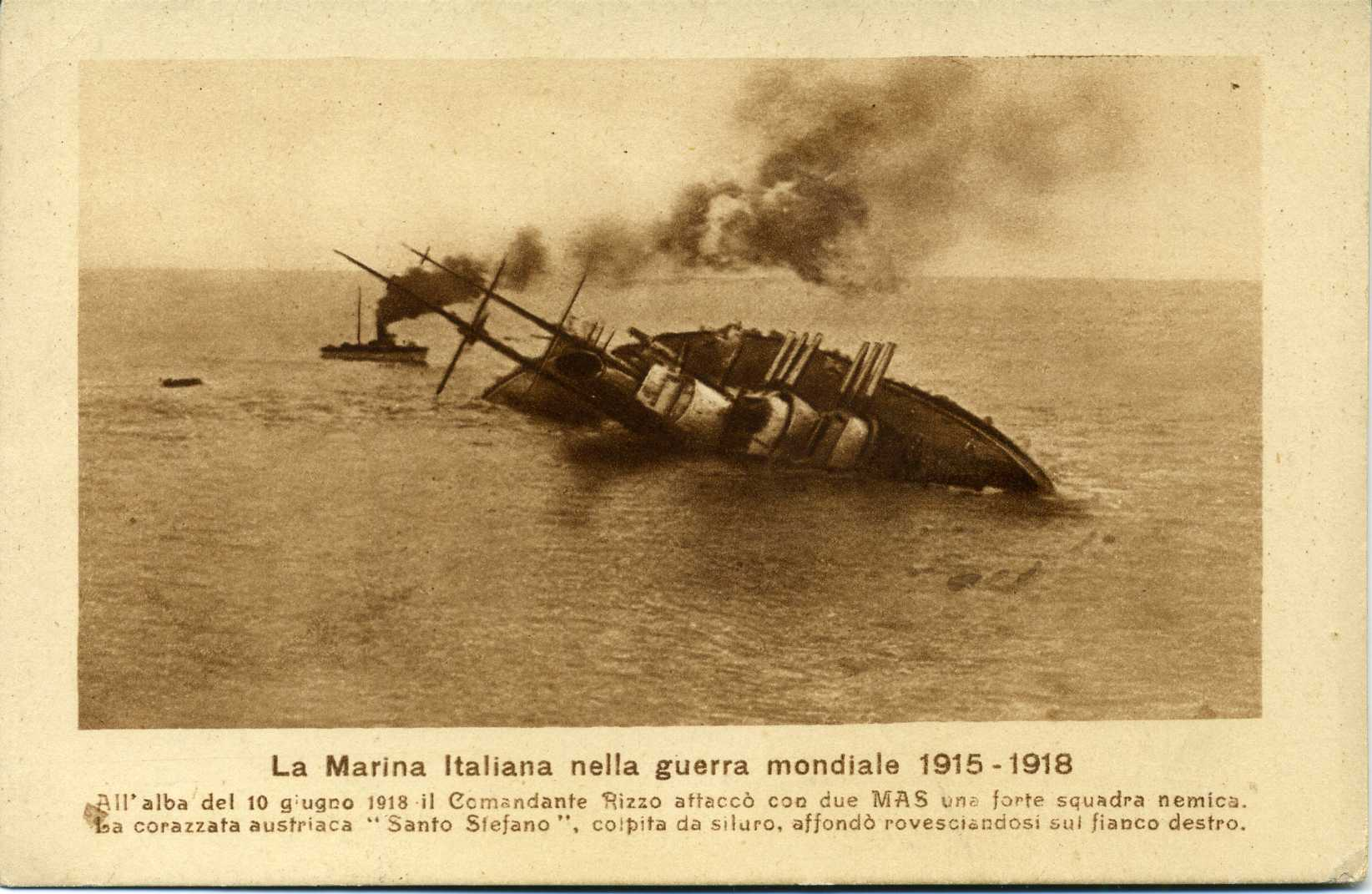
Die letzten Momente der Szent István

Luigi Rizzo, Graf von Grado und Premuda (* 8. Oktober 1887 in Milazzo; † 27. Juni 1951 in Rom) war ein italienischer Marineoffizier.

## Leben
Nach seiner Ausbildung an der Marineakademie in Livorno wurde er 1912 Leutnant zur See. Er nahm am  Ersten Weltkrieg teil. Als Kommandant von Motortorpedobooten (italienisch Motoscafo Armato Silurante abgekürzt MAS) führte er einige spektakuläre Aktionen durch. Im Dezember 1917 versenkte er vor Triest das österreichische Linienschiff der Monarch-Klasse, Wien, am 10. Juni 1918 bei Premuda das Schlachtschiff Szent István. Für diese Leistung erhielt er die Goldene Tapferkeitsmedaille.
1919 nahm er an Gabriele D’Annunzios Marsch auf Fiume teil. 1920 schied er als Fregattenkapitän aus der italienischen Marine aus und arbeitete bei Reedereien und Schiffswerften. Unter König Viktor Emanuel III. wurde er geadelt und erhielt den Titel eines Conte di Grado e Premuda. 1943 wurde er wegen Sabotageaktionen mit seiner Tochter Maria nach Deutschland deportiert und 1944 u. a. im Hotel Ifen in Hirschegg unter Arrest gestellt.
Rizzo starb 1951 nach schwerer Krankheit.

## Sonstiges
Nach Luigi Rizzo ist eine italienische Fregatte der FREMM-Klasse benannt.